# Crna pčela drvarica
Crna pčela drvarica (latinski: Xylocopa violacea) je vrsta kukca iz porodice pčela (Apidae). Jedna je od najvećih vrsta pčela u Europi, a nastanjuje i Aziju.

## Opis
Tijelo im je crno, dugo od 2 do 5 cm, prekriveno dlačicama, a krila imaju karakterističan plavi ili ljubičasti odsjaj. Let im je brz i bučan. 
Uglavnom nisu agresivni kukci; mužjaci mogu biti teritorijalni, ali nemaju žalac tako da su bezopasni. Ženke mogu ubosti ukoliko ih se uznemiruje. Hiberniraju preko zime te se bude u proljeće, uglavnom tijekom ožujka ili travnja. Tijekom kasnog proljeća i ljeta se pare te traže povoljna mjesta za napraviti gnijezdo. Kao i drugi pripadnici roda Xylocopa, gnijezda grade u trulom drveću. Gravidne ženke buše hodnike u drvetu, a onda piljevinom grade zidove između ćelija. U svaku ćeliju (od ukupno desetak) odlažu po jedno jajašce. Ličinke su bijele i duge 2-3 cm.